# Cathédrale de Vieste
La cathédrale de Vieste est une église catholique romaine de Vieste, en Italie. Il s'agit d'une cocathédrale de l'archidiocèse de Manfredonia-Vieste-San Giovanni Rotondo.